# Линда Бък
Линда Бък (на английски: Linda B. Buck) е американска неврофизиоложка. За изследванията на системата на обоняние и по-точно „за изследванията си върху обонятелните рецептори и организацията на обонянието“ на човека и млекопитаещите, през 2004 г. е отличена с Нобеловата награда за физиология или медицина заедно с Ричард Аксел.

## Биография
Линда Бък е родена на 29 януари 1947 г. в Сиатъл, Вашингтон. Бащата на Линда е електроинженер, а майка ѝ домакиня. Има още две сестри. Получава бакалавърска степен по физиология и микробиология през 1975 г. в Университета във Вашингтон и доктор на науките по имунология през 1980 г. в Университета на Тексаския югозападен медицински център на Далас.

## Изследователска дейност
През 1991 г. открива по какъв начин животните и хората могат да възприемат и отличават хиляди различни вещества за миризма и вкус. Тя създава основата за молекулярно-генното изследване на обонянието. По този начин може да се създаде представа как се осъществява възприемането на миризмите и тяхното превръщане в нервни импулси и реакцията на мозъка. При изследванията си Аксел и Бък доказват, че всеки неврон е свързан само с един тип рецептор и в лигавицата на обонянието рецепторите са случайно разпределени. В мозъкът те се възприемат като получавани от едно място.

## Нобелова награда
Ричард Аксел и Линда Бък откриват стотици генни кодове за рецепторите за обоняние, които се намират в невроните за обоняние в носа на човека. Всеки един рецептор за обоняние е определен протеин, който се променя, когато съответната молекула на ароматното вещество достигне до рецептора и се заключи в него, като предизвиква изпращането на електрически сигнал, който достига до мозъка. Разликите между обонятелните рецептори означават, че определени видове аромати предизвикват отделянето на сигнал от определен вид рецептор. Ние сме способни да интерпретираме различните сигнали от нашите рецептори като специфични миризми. За целта двамата учени клонират обонятелни рецептори, доказвайки че те са GPCR(G protein-coupled рецептори). Бък и Аксел изследват ДНК на плъхове и определят фамилия от около 1000 гени, които са свързани с възприемането на миризмите, като са отговорни за кодирането на различни рецептори за миризма при генома на бозайниците. Това изследване открива вратата на генетични и молекулярни изследвания на механизма на обонянието. С по-късните си изследвания Аксел и Бък доказват, че всеки обонятелен неврон съдържа само един вид обонятелен рецептор и входът на всички неврони, съдържащи еднакви рецептори се събират на едно място в мозъка или по-точно в Bulbus olfactorius.